# 洛涅河畔科尔库埃
洛涅河畔科尔库埃（法語：Corcoué-sur-Logne，法語發音：[kɔʁkwe syʁ lɔɲ] ⓘ）是法国大西洋卢瓦尔省的一个市镇，位于该省南部，属于南特区。

## 地理
洛涅河畔科尔库埃（46°57'56"N, 1°34'37"W）面积50.39 平方千米，位于法国卢瓦尔河地区大区大西洋卢瓦尔省，该省份为法国西北部沿海省份，位于布列塔尼半岛东南部，北起伊勒-维莱讷省，西北接莫尔比昂省，西临大西洋，南至旺代省，东临曼恩-卢瓦尔省。
与洛涅河畔科尔库埃接壤的市镇（或旧市镇、城区）包括：勒热、拉利穆济尼耶尔、圣科隆邦、圣艾蒂安-德梅尔莫特、图瓦、罗什塞维耶尔、圣菲尔贝德布艾讷。
洛涅河畔科尔库埃的时区为UTC+01:00、UTC+02:00（夏令时）。

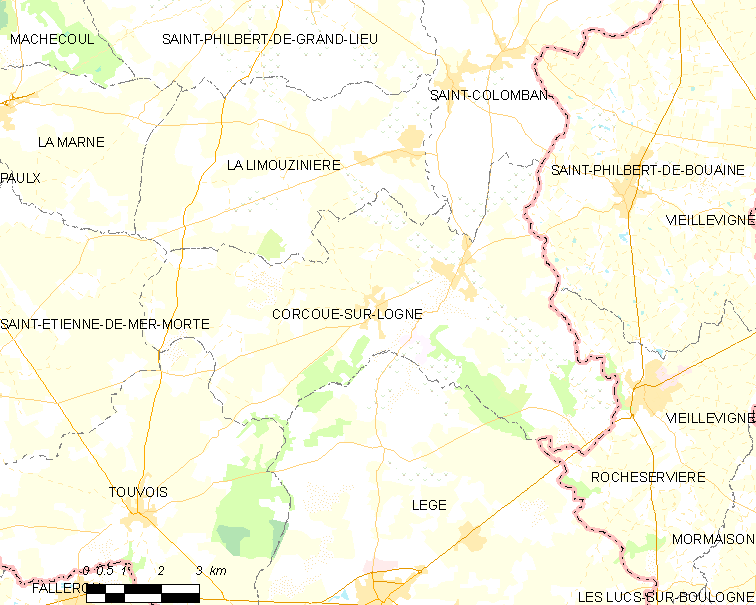
洛涅河畔科尔库埃的OSM定位图

## 行政
洛涅河畔科尔库埃的邮政编码为44650，INSEE市镇编码为44156。

## 政治
洛涅河畔科尔库埃所属的省级选区为圣菲尔贝德格朗略县。

## 交通
大西洋卢瓦尔省省道D61线、D65线、D72线、D178线、D261线和D263线经过境内。

## 人口

1962-2008年间洛涅河畔科尔库埃人口变化图示

洛涅河畔科尔库埃于2022年1月1日时的人口数量为3209人。